# Anomala jocosa
Anomala jocosa är en skalbaggsart som beskrevs av Ohaus 1925. Anomala jocosa ingår i släktet Anomala och familjen Rutelidae. Inga underarter finns listade i Catalogue of Life.